# 14519 Ural
14519 Ural eller 1996 TT38 är en asteroid i huvudbältet som upptäcktes den 8 oktober 1996 av den belgiske astronomen Eric W. Elst vid La Silla-observatoriet. Den är uppkallad efter Uralfloden.
Asteroiden har en diameter på ungefär 10 kilometer och den tillhör asteroidgruppen Themis.